# Камалгандж (Индия)
Камалгандж (англ. Kamalganj) — город на севере Индии, в штате Уттар-Прадеш, в округе Фаррукхабад.

## География
Город находится в 11 км к югу от города Фатехгарх, на высоте 134 метра над уровнем моря.

## Демография
По данным официальной переписи 2001 года численность населения города составляла 14 659 человек, из них 7963 мужчины и 6696 женщин. Уровень грамотности населения города составляет 56 %, что ниже, чем средний по стране показатель 59,5 %. Уровень грамотности среди мужчин — 62 %, среди женщин — 50 %. Доля лиц в возрасте младше 6 лет — 17 %.

## Транспорт
В городе расположена железнодорожная станция Камалгандж; соседние железнодорожные станции — Якутгандж и Сингхирампур, находятся на расстоянии около 4 км по обе стороны от станции Камалгандж. Город соединён железной дорогой с Каннауджем и Канпуром (на юго-востоке), с Касганджем и Фаррукхабадом (на северо-западе). Основным поездом, останавливающимся на станции Камалгандж, является Kalindi Express, который соединяет Канпур с городом Бхивани.